# Byron Froese
Byron Froese (né le 12 mars 1991 à Winkler dans la province du Manitoba au Canada) est un joueur professionnel canadien de hockey sur glace. Il évolue au poste de centre.

## Biographie
Il est repêché par les Blackhawks de Chicago, en 119e position, lors du quatrième tour du repêchage d'entrée dans la LNH 2009 après avoir complété une saison dans la LHOu avec les Silvertips d'Everett. Il joue deux autres saisons au niveau junior avant de devenir professionnel à partir de la saison 2011-2012. Sous contrat avec les Blackhawks, il passe son temps dans les ligues mineures avec des équipes affiliées aux Blackhawks dans la LAH et l'ECHL.
En 2015, il signe avec les Maple Leafs de Toronto, équipe avec laquelle il fait ses débuts dans la LNH. Il passe ainsi la majorité de la saison 2015-2016 dans la grande ligue en prenant part à 56 parties durant cette saison. Le 27 février 2017, il est échangé au Lightning de Tampa Bay avec un choix de repêchage de deuxième tour pour le prochain repêchage en retour de Brian Boyle.
Durant l'inter-saison en 2017, il signe un contrat de deux ans avec les Canadiens de Montréal, la deuxième année étant à un volet.  Mais en février 2019, il est échangé avec le défenseur David Schlemko aux Flyers de Philadelphie en retour de l'attaquant Dale Weise et du défenseur Christian Folin.
Il remporte la Coupe Gagarine 2025 avec le Lokomotiv Iaroslavl.

## Statistiques

### En club
| Saison     | Équipe                      | Ligue      |                   | Saison régulière  | Saison régulière  | Saison régulière  | Saison régulière  | Saison régulière |   | Séries éliminatoires | Séries éliminatoires | Séries éliminatoires | Séries éliminatoires | Séries éliminatoires |
| Saison     | Équipe                      | Ligue      | PJ                | B                 | A                 | Pts               | Pun               | PJ               | B | A                    | Pts                  | Pun                  |                      |                      |
| 2008-2009  | Silvertips d'Everett        | LHOu       | 72                | 19                | 38                | 57                | 30                | 5                | 0 | 3                    | 3                    | 4                    |                      |                      |
| 2009-2010  | Silvertips d'Everett        | LHOu       | 70                | 29                | 32                | 61                | 37                | 7                | 3 | 2                    | 5                    | 0                    |                      |                      |
| 2010-2011  | Rebels de Red Deer          | LHOu       | 70                | 43                | 38                | 81                | 37                | 9                | 5 | 2                    | 7                    | 4                    |                      |                      |
| 2011-2012  | IceHogs de Rockford         | LAH        | 57                | 4                 | 6                 | 10                | 17                | -                | - | -                    | -                    | -                    |                      |                      |
| 2011-2012  | Walleye de Toledo           | ECHL       | 3                 | 1                 | 1                 | 2                 | 2                 | -                | - | -                    | -                    | -                    |                      |                      |
| 2012-2013  | Walleye de Toledo           | ECHL       | 38                | 12                | 21                | 33                | 12                | 6                | 2 | 4                    | 6                    | 6                    |                      |                      |
| 2012-2013  | IceHogs de Rockford         | LAH        | 9                 | 0                 | 2                 | 2                 | 4                 | -                | - | -                    | -                    | -                    |                      |                      |
| 2013-2014  | IceHogs de Rockford         | LAH        | 28                | 0                 | 5                 | 5                 | 14                | -                | - | -                    | -                    | -                    |                      |                      |
| 2013-2014  | Cyclones de Cincinnati      | ECHL       | 25                | 11                | 10                | 21                | 20                | 23               | 8 | 17                   | 25                   | 20                   |                      |                      |
| 2014-2015  | Rampage de San Antonio      | LAH        | 3                 | 0                 | 0                 | 0                 | 2                 | -                | - | -                    | -                    | -                    |                      |                      |
| 2014-2015  | Cyclones de Cincinnati      | ECHL       | 17                | 8                 | 16                | 24                | 14                | -                | - | -                    | -                    | -                    |                      |                      |
| 2014-2015  | Marlies de Toronto          | LAH        | 46                | 18                | 24                | 42                | 26                | 5                | 1 | 3                    | 4                    | 4                    |                      |                      |
| 2015-2016  | Marlies de Toronto          | LAH        | 4                 | 3                 | 0                 | 3                 | 0                 | -                | - | -                    | -                    | -                    |                      |                      |
| 2015-2016  | Maple Leafs de Toronto      | LNH        | 56                | 2                 | 3                 | 5                 | 16                | -                | - | -                    | -                    | -                    |                      |                      |
| 2016-2017  | Marlies de Toronto          | LAH        | 48                | 24                | 15                | 39                | 18                | -                | - | -                    | -                    | -                    |                      |                      |
| 2016-2017  | Maple Leafs de Toronto      | LNH        | 2                 | 0                 | 0                 | 0                 | 5                 | -                | - | -                    | -                    | -                    |                      |                      |
| 2016-2017  | Crunch de Syracuse          | LAH        | 6                 | 3                 | 4                 | 7                 | 4                 | 22               | 6 | 7                    | 13                   | 8                    |                      |                      |
| 2016-2017  | Lightning de Tampa Bay      | LNH        | 4                 | 0                 | 0                 | 0                 | 0                 | -                | - | -                    | -                    | -                    |                      |                      |
| 2017-2018  | Rocket de Laval             | LAH        | 13                | 3                 | 8                 | 11                | 6                 | -                | - | -                    | -                    | -                    |                      |                      |
| 2017-2018  | Canadiens de Montréal       | LNH        | 48                | 3                 | 8                 | 11                | 26                | -                | - | -                    | -                    | -                    |                      |                      |
| 2018-2019  | Rocket de Laval             | LAH        | 46                | 14                | 16                | 30                | 23                | -                | - | -                    | -                    | -                    |                      |                      |
| 2018-2019  | Phantoms de Lehigh Valley   | LAH        | 24                | 7                 | 7                 | 14                | 28                | -                | - | -                    | -                    | -                    |                      |                      |
| 2019-2020  | Heat de Stockton            | LAH        | 46                | 19                | 23                | 42                | 44                | -                | - | -                    | -                    | -                    |                      |                      |
| 2020-2021  | Flames de Calgary           | LNH        | 6                 | 1                 | 0                 | 1                 | 2                 | -                | - | -                    | -                    | -                    |                      |                      |
| 2020-2021  | Heat de Stockton            | LAH        | 15                | 4                 | 1                 | 5                 | 8                 | -                | - | -                    | -                    | -                    |                      |                      |
| 2021-2022  | Heat de Stockton            | LAH        | 55                | 20                | 17                | 37                | 46                | 13               | 1 | 9                    | 10                   | 10                   |                      |                      |
| 2022-2023  | Golden Knights de Vegas     | LNH        | 9                 | 1                 | 1                 | 2                 | 4                 | -                | - | -                    | -                    | -                    |                      |                      |
| 2022-2023  | Silver Knights de Henderson | LAH        | 60                | 10                | 24                | 34                | 42                | -                | - | -                    | -                    | -                    |                      |                      |
| 2023-2024  | Golden Knights de Vegas     | LNH        | 16                | 0                 | 1                 | 1                 | 4                 | -                | - | -                    | -                    | -                    |                      |                      |
| 2023-2024  | Silver Knights de Henderson | LAH        | 53                | 13                | 18                | 31                | 28                | -                | - | -                    | -                    | -                    |                      |                      |
| 2024-2025  | Lokomotiv Iaroslavl         | KHL        | Saison en cours ? | Saison en cours ? | Saison en cours ? | Saison en cours ? | Saison en cours ? |                  |   |                      |                      |                      |                      |                      |
| Totaux LNH | Totaux LNH                  | Totaux LNH | 141               | 7                 | 13                | 20                | 57                | -                | - | -                    | -                    | -                    |                      |                      |

### En équipe nationale
| Année | Équipe     | Compétition                  |   | PJ | B | A | Pts | Pun      |  | Résultat |
| 2009  | Canada U18 | Championnat du monde -18 ans | 6 | 4  | 3 | 7 | 4   | 4e place |  |          |